# Musikjahr 1874
Liste der Musikjahre

◄◄ | ◄ | 1870 | 1871 | 1872 | 1873 | Musikjahr 1874 | 1875 | 1876 | 1877 | 1878 | ► | ►►

Weitere Ereignisse
Dieser Artikel behandelt das Musikjahr 1874.

## Ereignisse

### Instrumentalmusik (Auswahl)

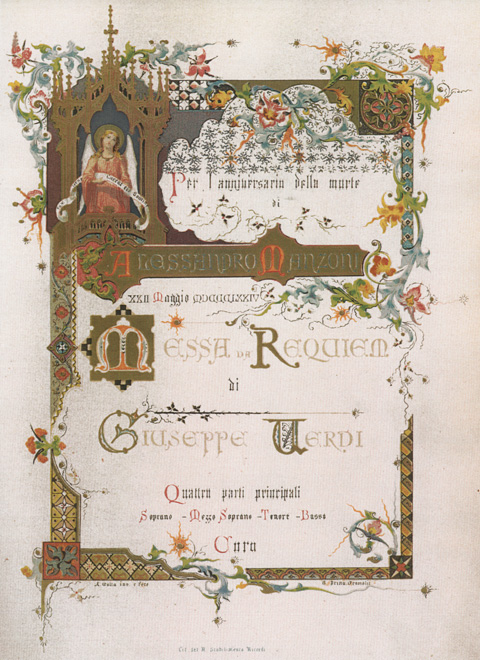
Requiem (Verdi) Titelblatt (1874)

- 22. Mai: Die Messa da Requiem von Giuseppe Verdi wird zum ersten Todestag des Dichters Alessandro Manzoni in der Kirche San Marco zu Mailand uraufgeführt. Wenige Tage später erfolgt eine weitere Aufführung an der Scala mit Maria Waldmann und Teresa Stolz und im gleichen Jahr führt Verdi das Requiem auch in Paris auf.
- Johann Strauss (Sohn): Fledermaus-Polka, op. 362; Fledermaus-Quadrille, op. 363; Tik-Tak-Polka, Polka schnell, op. 365; An der Moldau, Polka française, op. 366; Du und Du, Walzer, op. 367; Glücklich ist, wer vergißt!, Polka Mazurka, op. 368; Wo die Zitronen blühen (Walzer) op. 364
- Antonín Dvořák:  3. Sinfonie; Rhapsodie a-Moll op. 14; Streichquartett a-Moll op. 16;
- Modest Mussorgski: Bilder einer Ausstellung (Klavierzyklus)
- Pjotr Iljitsch Tschaikowski: Streichquartett Nr. 2 F-Dur op. 22
- Charles Gounod: Jésus sur le lac de Tibériade (biblische Szene)

### Musiktheater

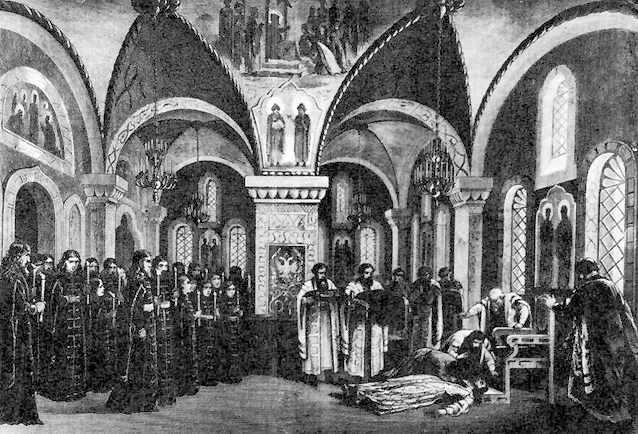
Boris Godunows Tod, Szene der Uraufführungsproduktion von 1874

- 08. Februar: Am Mariinski-Theater in Sankt Petersburg erfolgt die Uraufführung der Oper Boris Godunow von Modest Petrowitsch Mussorgski nach dem gleichnamigen Drama von Alexander Sergejewitsch Puschkin.
- 21. März: Die Uraufführung der französischen Operette Giroflé-Girofla von Charles Lecocq findet am Théâtre de Fantaisies-Parisiennes in Brüssel statt.
- 21. März: Uraufführung der Oper Die Folkunger von Edmund Kretschmer auf ein Libretto von Salomon Hermann Mosenthal an der Hofoper in Dresden.
- 27. März: Die erste Fassung der Oper Zwei Witwen von Bedřich Smetana wird mit geringem Erfolg am Ceské Prozatimní Divadlo in Prag uraufgeführt.

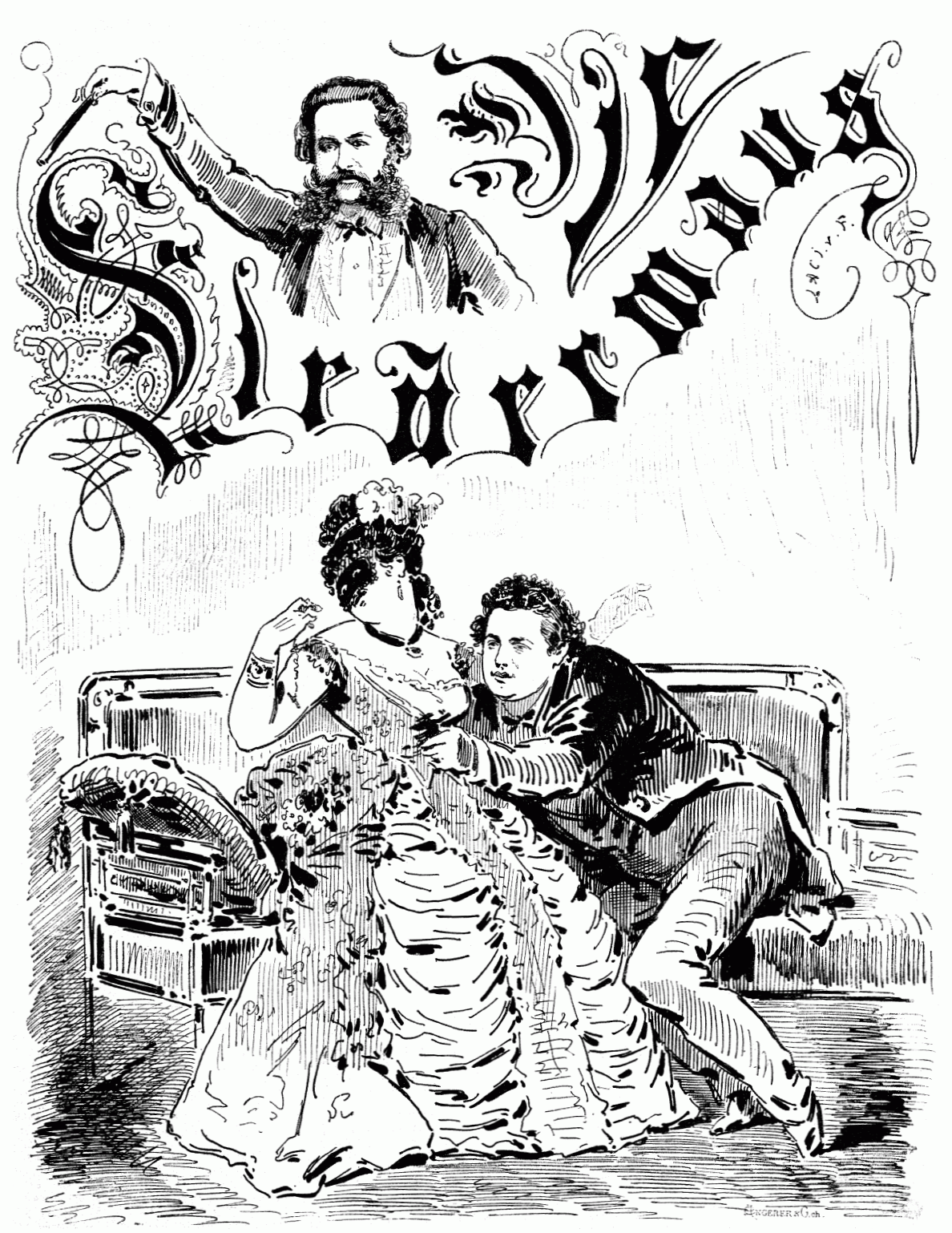
Karikatur zur Uraufführung der Operette Die Fledermaus in der Satirezeitung Die Bombe (1874)

- 05. April: Die Operette Die Fledermaus von Johann Strauß mit dem Libretto von Karl Haffner und Richard Genée wird mit Marie Geistinger in der Rolle der Rosalinde am Theater an der Wien in Wien uraufgeführt. Sie gilt als Höhepunkt der sogenannten Goldenen Operettenära und der klassischen Wiener Operette.
- 24. April: Die Uraufführung der Oper Opritschnik (Der Leibwächter) von Pjotr Iljitsch Tschaikowski findet an der Hofoper in Sankt Petersburg statt. Als Vorbild dient die Tragödie Opritschniki (Russisch: Опричники) von Iwan Laschetschnikow.
- 20. Mai: Uraufführung der Oper Brankovics György von Ferenc Erkel in Budapest
- 11. Oktober: Die Uraufführung der komischen Oper Der Widerspenstigen Zähmung von Hermann Goetz erfolgt in Mannheim. Das Libretto stammt von dem Schweizer Schriftsteller und Journalisten Joseph Viktor Widmann. Es basiert auf der gleichnamigen Komödie von William Shakespeare.
- 20. Oktober: Die wegen des geringen Erfolges des Originals vom Komponisten Bedřich Smetana überarbeitete Fassung der Oper Zwei Witwen wird in Prag sehr erfolgreich uraufgeführt.
- 21. November: Mit der Götterdämmerung beendet Richard Wagner in Bayreuth den letzten Teil des Rings des Nibelungen.
- 19. Dezember: Die Uraufführung der Operette El Barberillo de Lavapies von Francisco Asenjo Barbieri erfolgt am Teatro de la Zarzuela in Madrid. Das Libretto stammt von Luis Mariano de Larra.

Weitere Bühnenwerksuraufführungen
- Arthur Sullivan: The Merry Wives of Windsor (Bühnenmusik)
- Antonín Dvořák: Die Dickschädel op. 17, (Komische Oper)
- Charles Lecocq: Les Prés Saint-Gervais (Bühnenwerk)

## Geboren

### Januar bis Juni
- 04. Januar: Josef Suk, tschechischer Komponist, († 1935)
- 05. Januar: Katharine Emily Eggar, walisisch-britische Sängerin, Suffragette und Strafrechtsreformerin († 1961)
- 10. Januar: Frederick H. Blair, kanadischer Organist, Chorleiter, Pianist und Musikpädagoge († 1939)

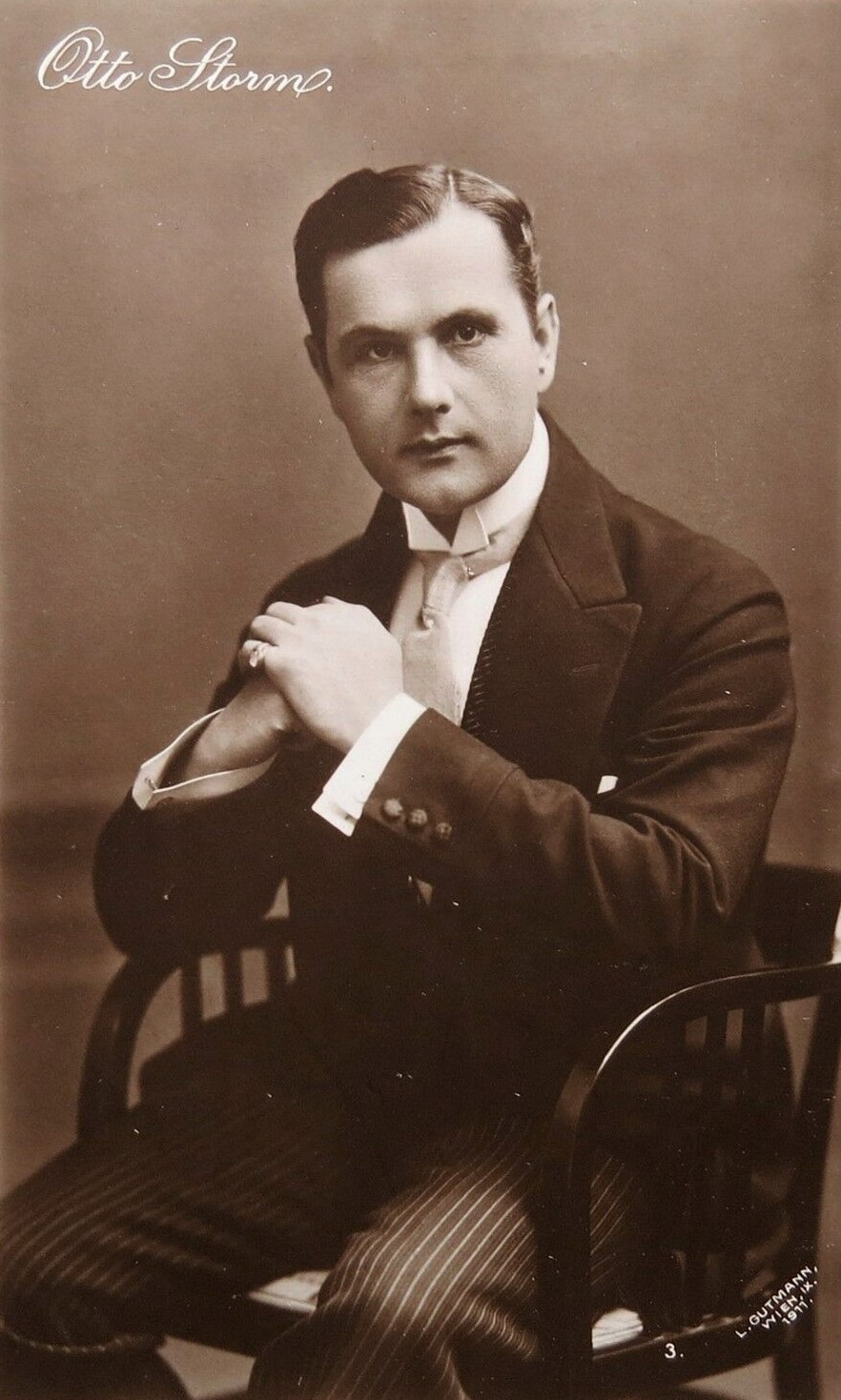
Otto Storm; * 19. Januar

- 19. Januar: Otto Storm, österreichischer Operetten-Sänger und Schauspieler († 1950)
- 22. Januar: Karl Otto Krause, deutscher Theaterdirektor, Theaterregisseur, Filmregisseur, Filmproduzent, Drehbuchautor und Komponist († 1940)
- 27. Januar: Umberto Sacchetti, italienischer Opernsänger († 1944)
- 29. Januar: Robert Lach, österreichischer Musikwissenschaftler († 1958)
- 06. Februar: Hans Löwenfeld, deutscher Opern- und Theaterregisseur und Theaterdirektor († 1921)
- 06. Februar: Magna Lykseth-Skogman, schwedische Opernsängerin († 1949)
- 07. Februar: Edmund Joseph Müller, deutscher Musikpädagoge († 1944)
- 10. Februar: Marie Gutheil-Schoder, deutsche Opernsängerin († 1935)
- 11. Februar: Fritz Hart, englischer Komponist († 1949)
- 15. Februar: Emilis Melngailis, lettischer Komponist († 1954)
- 20. Februar: Alfredo Bevilacqua, argentinischer Tangomusiker († 1942)
- 26. Februar: Carl Vogler, Schweizer Musiker und Kulturfunktionär († 1951)
- 26. Februar: Florenz Werner, deutscher Geiger, Konzertmeister, Dirigent und Orchesterleiter († 1954)
- 04. März: Kineya Jōkan II., japanischer Nagauta-Sänger und Komponist († 1956)
- 16. März: Lillian Blauvelt, US-amerikanische Opernsängerin († 1947)
- 21. März: Oleksandr Nossalewytsch, ukrainischer Opernsänger († 1959)
- 22. März: Marguerite Alioth, Schweizer Pianistin und Komponistin († 1962)
- 23. März: Fiddlin’ John Carson, US-amerikanischer Old-Time-Musiker († 1949)
- 26. März: Oskar Nedbal, böhmischer Komponist und Dirigent († 1930)
- 30. März: Franco Medina, venezolanischer Geiger, Komponist und Musikpädagoge († 1960)
- 31. März: Andrés Gaos, spanischer Komponist, Violinist und Musikpädagoge († 1959)
- 31. März: Henri Marteau, deutsch-französischer Violinist und Komponist († 1934)
- 06. April: Fritz Stüssi, Schweizer Komponist, Organist und Dirigent († 1923)
- 17. April: Rudolf Berger, deutscher Sänger († 1915)
- 20. April: Frank Martin Church, US-amerikanischer Organist, Komponist und Musikpädagoge († 1959)
- 21. April: Giulio Bas, italienischer Komponist und Organist († 1929)
- 23. April: Alfonso Castaldi, italienischer Komponist († 1942)
- 08. Mai: Celerino Pereira, chilenischer Komponist und Pianist († 1942)

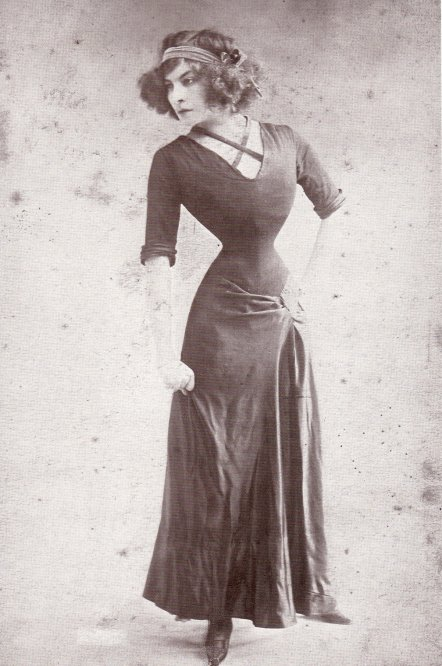
Polaire; * 14. Mai

- 14. Mai: Polaire, algerisch-französische Ballett-Tänzerin, Sängerin und Schauspielerin († 1939)
- 20. Mai: Edwin Schneider, US-amerikanischer Pianist, Lehrer und Musikredakteur († 1958)
- 26. Mai: Walter Dost, deutscher Pädagoge und Komponist († 1947)
- 29. Mai: Mathilde Hofer, deutsche Sängerin und Ehefrau des Malers Karl Hofer († 1942)
- 29. Mai: Alessandro Onofri, italienischer Organist und Komponist († 1932)
- 01. Juni: Walther Bachmann, deutscher Pianist († 1938)
- 03. Juni: Ludwig Landshoff, deutscher Komponist, Musikwissenschaftler und Dirigent († 1941)
- 08. Juni: Clara Clemens, US-amerikanische Konzertsängerin († 1962)
- 09. Juni: Enrico Rosati, italienischer Gesangslehrer († 1963)
- 16. Juni: František Neumann, tschechischer Komponist, Dirigent und Musikpädagoge († 1929)
- 25. Juni: Olga Erastowna Osarowskaja, russische bzw. sowjetische Folkloristin († 1933)
- 30. Juni: Paul Pierné, französischer Komponist († 1952)

### Juli bis Dezember
- 05. Juli: Gerhard von Keußler, deutscher Komponist und Dirigent († 1949)
- 12. Juli: Arne Oldberg, US-amerikanischer Komponist († 1962)
- 13. Juli: Ludwig Gruber, österreichischer Komponist, Sänger, Schriftsteller und Dirigent († 1964)
- 15. Juli: Enrico Dassetto, Schweizer Komponist und Dirigent († 1971)
- 08. August: Tristan Klingsor, französischer Schriftsteller, Maler, Komponist und Musikkritiker († 1966)
- 09. August: Reynaldo Hahn, französischer Komponist († 1947)
- 10. August: Bill Johnson, amerikanischer Jazzbassist und Bandleader († 1972)
- 11. August: Marcella Craft, US-amerikanische Sopranistin († 1959)
- 18. August: Otto Menet, Schweizer Organist, Gesangspädagoge und Komponist († 1951)
- 22. August: Edward Bairstow, englischer Organist, Pädagoge, Komponist, Chorleiter und Dirigent († 1946)
- 22. August: Antonio Savasta, italienischer Komponist und Musikpädagoge († 1959)
- 09. September: Torgrim Castberg, norwegischer Geiger, Musiklehrer und Musikdirektor († 1928)
- 11. September: Franjo Dugan, kroatischer Komponist († 1948)

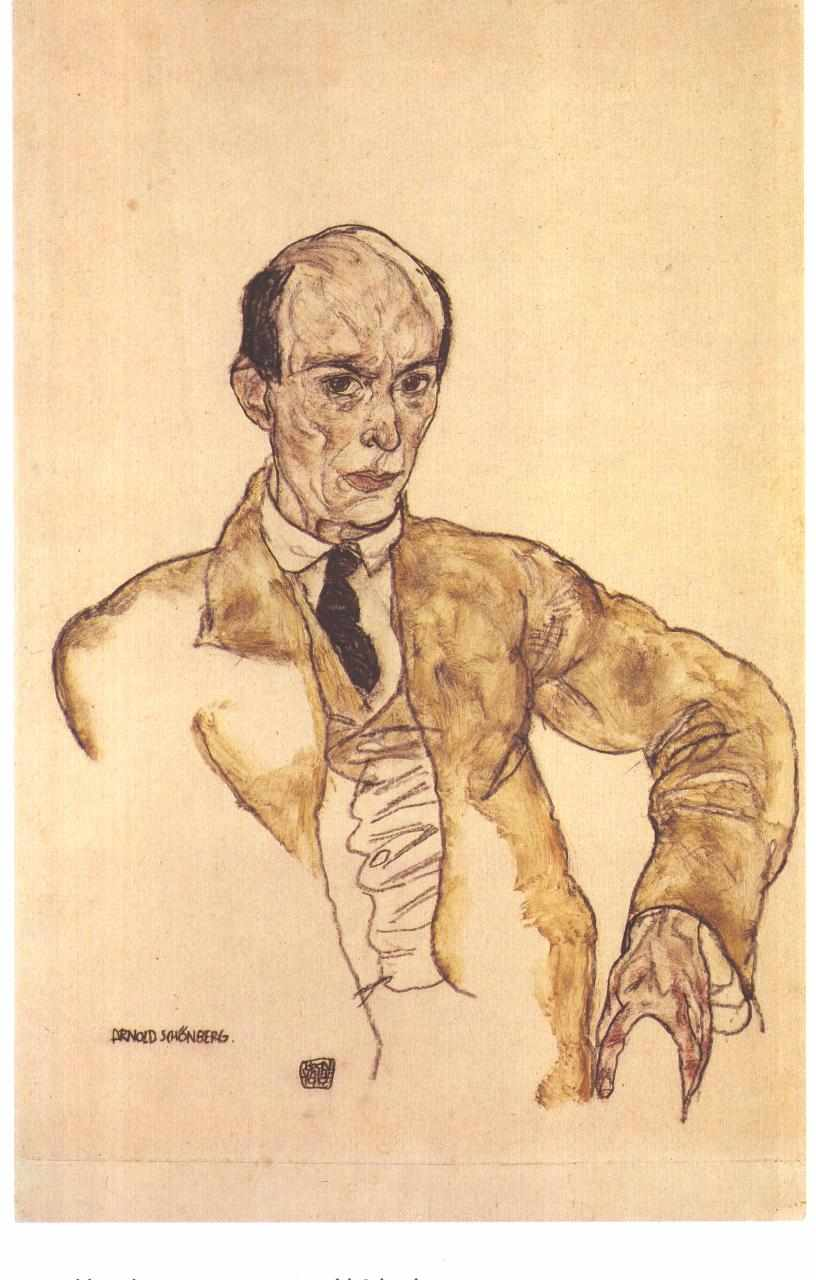
Arnold Schönberg; * 13. September

- 13. September: Arnold Schönberg, österreichischer Komponist († 1951)
- 20. September: Ferdinand Habel, tschechisch-österreichischer Kirchenmusiker, Chorleiter und Komponist († 1953)
- 21. September: Gustav Holst, britischer Komponist († 1934)
- 25. September: Siegbert Goldschmidt, deutscher Unternehmer, Kinobetreiber und Stummfilmkomponist († 1938)
- 26. September: Selma vom Scheidt, deutsche Opernsängerin († 1959)
- 29. September: Walter Bruns, deutscher Theaterschauspieler und Sänger († nach 1943)
- 10. Oktober: Minnie Nast, deutsche Opernsängerin († 1956)
- 15. Oktober: Selma Kurz, deutsche Opernsängerin († 1933)

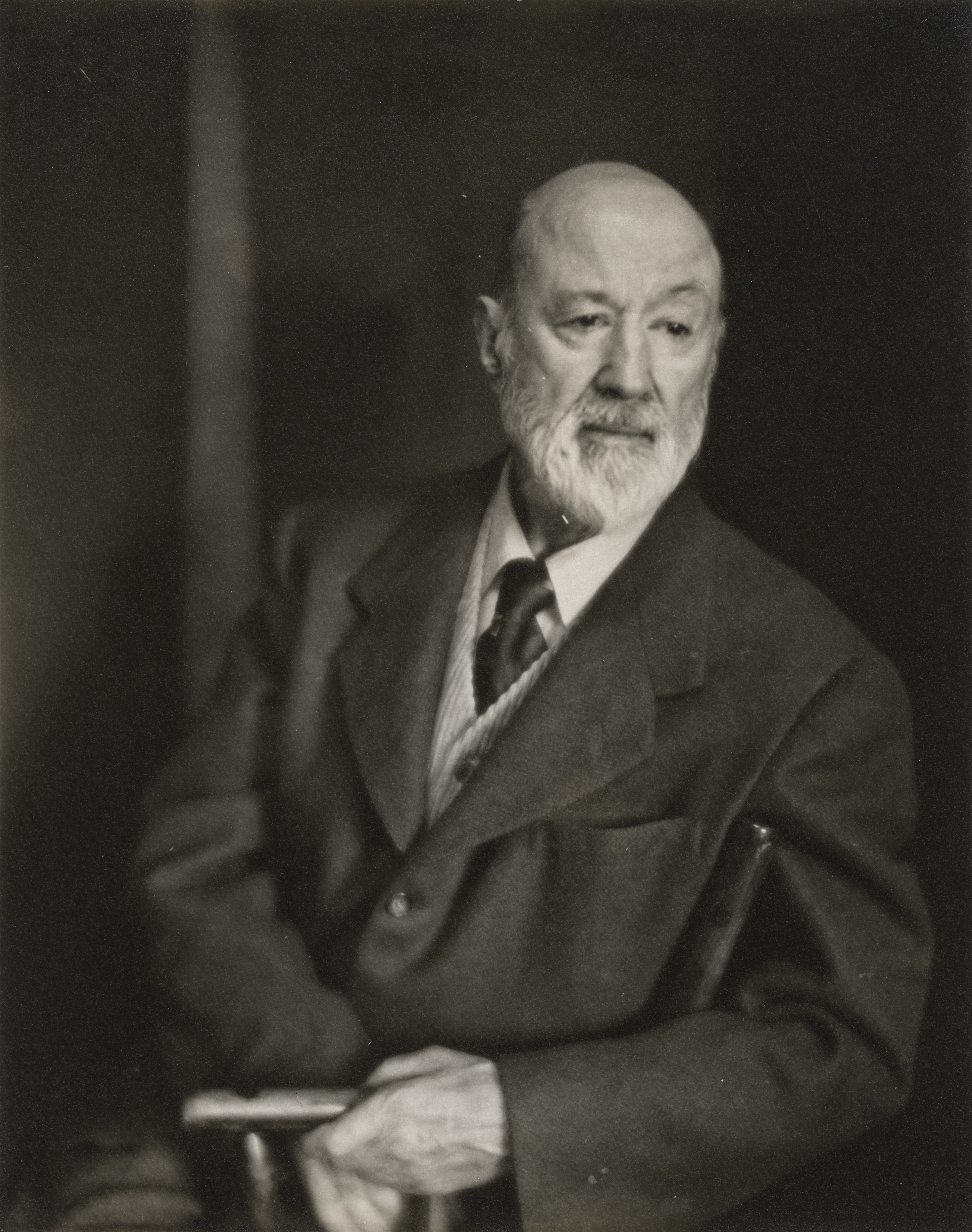
Charles Ives; * 20. Oktober

- 20. Oktober: Charles Ives, US-amerikanischer Komponist († 1954)
- 29. Oktober: Heinrich Hensel, deutscher Opernsänger († 1935)
- 05. November: Walther Richard Linnemann, deutscher Musikverleger († 1932)
- 12. November: Bert Williams, afroamerikanischer Schauspieler, Sänger, Entertainer und Songwriter († 1922)
- 13. November: Marguerite Long, französische Pianistin († 1966)
- 18. November: Riccardo Martin, US-amerikanischer Tenor († 1952)
- 02. Dezember: Johannes Hanssen, norwegischer Komponist, Dirigent und Militärmusiker († 1967)
- 02. Dezember: Carlos Posadas, argentinischer Tangokomponist, Geiger, Pianist und Gitarrist († 1918)
- 03. Dezember: Erich Jacques Wolff, österreichischer Komponist († 1913)
- 22. Dezember: Franz Schmidt, österreichischer Komponist († 1939)
- 26. Dezember: Léon Rothier, französischer Sänger (Bass) († 1951)
- 28. Dezember: María de la O Lejárraga, spanische Dichterin, Librettist und Frauenrechtlerin († 1974)
- 29. Dezember: Pjotr Spiridonowitsch Agafoschin, russischer Gitarrist und Musikpädagoge († 1950)
- 31. Dezember: Ernest Austin, britischer Komponist († 1947)

### Genaues Geburtsdatum unbekannt
- Joseph Kekuku, hawaiischer Musiker († 1932)
- Pepi Litman, österreichische jiddische Sängerin, Schauspielerin und Crossdresserin († 1930)
- Mariette Mazarin, belgische Opernsängerin († 1953)

## Gestorben

### Todesdatum gesichert
- 01. Januar: John Hart, englischer Geigenbauer (* 1805)
- 17. Januar: Karoline Günther-Bachmann, deutsche Schauspielerin und Opernsängerin (* 1816)
- 19. Januar: August Heinrich Hoffmann von Fallersleben, deutscher Dichter und Germanist, Verfasser des „Lieds der Deutschen“ (* 1798)
- 21. Januar: Euphrosyne Parepa-Rosa, englische Opernsängerin (* 1836)
- 15. Februar: Franz Hölzl, österreichischer Orgelbauer (* 1825)
- 09. März: Joseph Casavant, kanadischer Orgelbauer (* 1807)

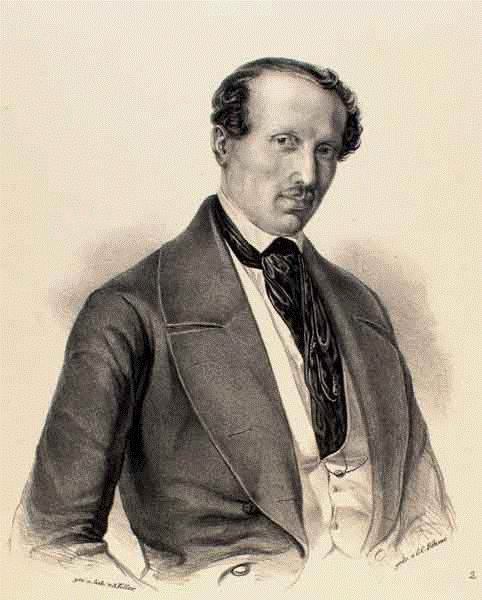
Hans Christian Lumbye; † 20. März

- 20. März: Hans Christian Lumbye, dänischer Komponist (* 1810)
- 01. Mai: Vilém Blodek, tschechischer Komponist (* 1834)
- 26. Mai: Louiza Johanna Majofski, niederländische Sängerin und Schauspielerin (* 1803)
- 12. Juni: Vinzenz Zusner, österreichischer Dichter, Liedtexter und Unternehmer (* 1804)
- 14. August: Julius Freudenthal, deutscher Komponist und Numismatiker (* 1805)
- 04. September: Manuel Antonio Carreño, venezolanischer Musiker, Pädagoge, Außen- und Finanzminister (* 1812)
- 29. September: Wilhelm Amandus Auberlen, württembergischer Lehrer, Musiker und Komponist (* 1798)
- 19. Oktober: Hippolyte de Fontmichel, französischer Komponist (* 1799)
- 26. Oktober: Peter Cornelius, deutscher Komponist (* 1824)
- 10. Dezember: Friedrich August Belcke, deutscher Posaunist und Komponist (* 1795)

### Genaues Todesdatum unbekannt
- Carl Friedrich Uhlig, Musikinstrumentebauer, Erfinder der Chemnitzer Konzertina (* 1789)